# Caizcimu
Caizcimu, pleme porodice Arawakan nastanjeno u 16. stoljeću u sadašnjoj Dominikanskoj Republici, odnosno od zaljeva Samana do ušća rijeke Juan, te na južnoj obali sve do ušća San Juana ili Maguane. 
Peter Martyr (1912.) dijeli ih na 'distrikte' ili 'kantone' Arabo, Aramana, Baguanimabo, Caicoa, Guanama, Guiagua, Hazoa, Higuey, Macorix, Reyre, Xagua.